# Dariia Oleksandrivna Zarivna
Dariia Oleksandrivna Zarivna (tiếng Ukraina: Дарія Олександрівна Зарівна; sinh ngày 4 tháng 7 năm 1989) là một nhà hoạt động xã hội và doanh nhân Ukraina. Cô từng làm công việc kinh doanh truyền thông, công nghiệp sáng tạo và từ thiện trước khi trở thành viên chức chính quyền. Zarivna trở thành cố vấn viên của Hội đồng Quốc phòng và An ninh Quốc gia Ukraina vào tháng 6 năm 2019, và trở thành cố vấn viên của Chủ nhiệm Văn phòng Tổng thống Ukraina Andrii Borysovych Yermak vào tháng 2 năm 2020.
Kể từ khi bắt đầu cuộc xâm lược toàn diện của Nga vào Ukraina năm 2022, cô được giao nhiệm vụ tham gia chuẩn bị các bản tin cập nhật tình hình chiến sự mới nhất thay mặt cho Chủ nhiệm Văn phòng Tổng thống Ukraina.
Cô là thành viên của nhóm chuyên gia Yermak-McFaul về lệnh trừng phạt Nga, Nhóm Bảo đảm An ninh Quốc tế (Nhóm Yermak-Rassmussen), Hội đồng Vấn đề Thanh thiếu niên trực thuộc Tổng thống Ukraina, Nhóm công tác Phòng chống Nạn đói (chương trình thực phẩm nhân đạo "Ngũ cốc từ Ukraina") và Nhóm công tác về Nhận hối lộ của Tổ chức Hợp tác và Phát triển Kinh tế. Cô cũng chịu trách nhiệm thành lập Nhóm công tác quốc tế về tội ác môi trường của Nga chống lại Ukraina và Nhóm công tác quốc tế "Bring Kids Back UA" về bảo vệ quyền của trẻ em Ukraina bị Nga trục xuất.
Cô chịu trách nhiệm hỗ trợ thông tin liên lạc cho công tác trao đổi tù nhân chiến tranh, hợp tác với Trụ sở Điều phối về đối xử với tù binh chiến tranh.
Cô thúc đẩy sáng kiến tình nguyện Spend with Ukraine nhằm giúp mọi người khắp trên thế giới biết tới các sản phẩm và dịch vụ của Ukraina.
Năm 2021, cô xếp thứ hạng 34 trong danh sách 100 phụ nữ có ảnh hưởng nhất ở Ukraina do tạp chí Fokus công bố.

## Đầu đời
Dariia Oleksandrivna Zarivna sinh ra tại Kherson, Ukraina.
Cô tốt nghiệp Đại học Quốc gia Taras Shevchenko Kyiv. Cô từng hoàn thành khóa đào tạo chiến lược tiếp thị tại Đại học Stanford, và khóa học Giá trị và Xã hội tại Viện Aspen. Cô cũng từng tốt nghiệp khóa đào tạo đặc biệt về Truyền thông Chiến lược do Chính phủ Vương quốc Liên hiệp Anh tổ chức.

## Sự nghiệp
Năm 2014, cô đã ra mắt phiên bản trực tuyến của tạp chí L'Officiel Ukraina, và trở thành tổng biên tập của ấn phẩm.
Zarivna là người đồng sáng lập Hội nghị Elevate, cũng như là giám đốc của công ty quảng cáo ANGRY.
Tháng 7 năm 2018, cô thành lập Vector, một trang phương tiện truyền thông về công nghệ và kinh doanh. Ngoài ra, Zarivna còn là người đồng sáng lập và tổng giám đốc điều hành của nền tảng xã hội Charitum, một dịch vụ đấu giá trực tuyến giúp gây quỹ cho các tổ chức và sáng kiến từ thiện khác nhau, đồng thời là một mãng xã hội để kết nối với những người cần giúp đỡ.
Ngày 11 tháng 2 năm 2020, Dariia Oleksandrivna Zarivna trở thành cố vấn viên của Andrii Borysovych Yermak, người đang đương nhiệm chức vụ Chủ nhiệm Văn phòng Tổng thống Ukraina.
Vào tháng 12 năm 2020, Zarivna đã ra mắt podcast "Bạn đang làm gì?" (tiếng Ukraina: "Що ви творите?") trên Vector, ghi lại những cuộc trò chuyện của cô với các doanh nhân và nhà sáng tạo người Ukraina.
Danh sách các podcast chính trong "What are you doing?" do Dariia Zarivna thực hiện:
- Vladyslav Volodymyrovych Chechotkin, người đồng sáng lập và đồng sở hữu nền tảng mua bán lớn nhất ở Ukraina Rozetka.ua;
- Yaroslava Olehivna Hres, nhân vật công chúng, nhà báo, doanh nhân và nhà từ thiện, người đồng sở hữu Gres-Todorchuk PR Agency, tác giả của triển lãm đa phương tiện "Ukraine WOW", người điều phối sáng kiến toàn cầu UNITED24;
- Dmytro Shvets, tổng giám đốc điều hành của phần mềm ứng dụng Reface.

Tháng 1 năm 2022, Dariia Zarivna được giao trách niệm tham gia hoạch định chính sách thanh niên của chính phủ trong Hội đồng Thanh thiếu niên trực thuộc Tổng thống Ukraina vừa mới được thành lập.
Vài tuần sau khi Nga xâm lược toàn diện Ukraina, cô được giao trách nhiệm hỗ trợ thông tin liên lạc cho Trụ sở Điều phối Các vấn đề Nhân đạo và Xã hội được Tổng thống Ukraina Volodymyr Oleksandrovych Zelenskyy thành lập vào ngày 2 tháng 3 năm 2022.

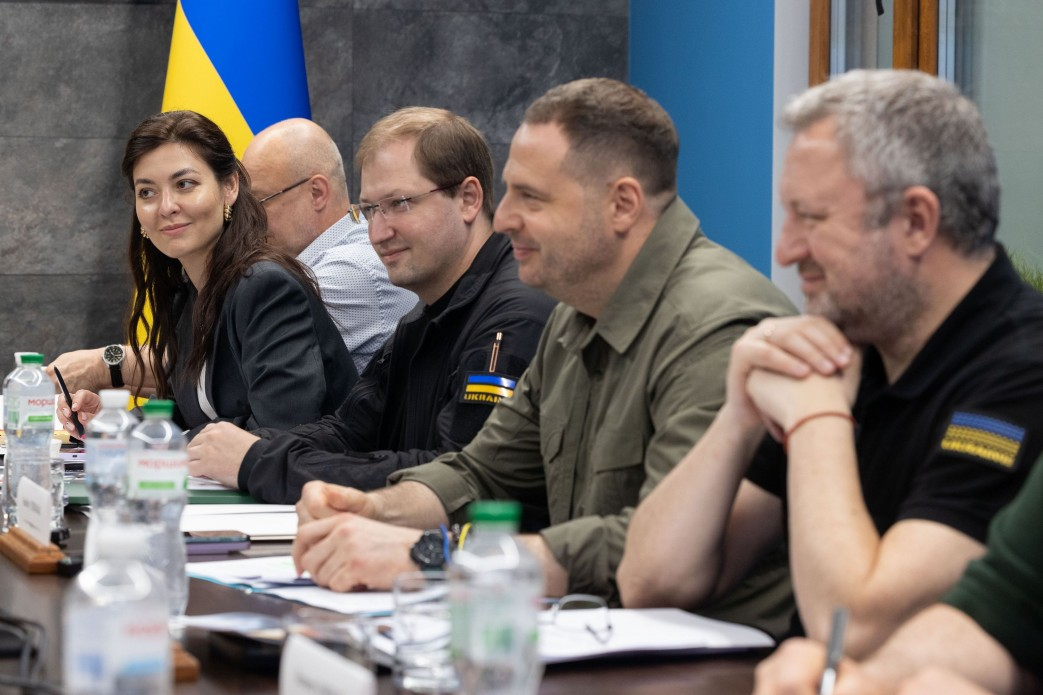
Cuộc họp đầu tiên của Nhóm công tác Quốc tế về Hậu quả Môi trường của Chiến tranh

Tháng 4 năm 2022, Dariia Zarivna trở thành thành viên của Nhóm công tác quốc tế về lệnh trừng phạt Nga (Yermak-McFaul Expert Group on Russian Sanctions), do Andrii Borysovych Yermak và cựu đại sứ Mỹ tại Nga Michael McFaul thành lập, phụ trách vấn đề thông tin liên lạc.
Ngày 1 tháng 7 năm 2022, Dariia Zarivna cùng với Oleksandr Bevz được bổ nhiệm làm giám đốc dự án của Nhóm Đảm bảo An ninh Quốc tế Ukraina (Yermak-Rassmussen Group) do Andrii Borysovych Yermak và Anders Fogh Rasmussen thành lập.
Tháng 7 năm 2022, cô được Tổng thống Volodymyr Oleksandrovych Zelenskyy chỉ định làm thành viên của Nhóm công tác về Nhận hối lộ của Tổ chức Hợp tác và Phát triển Kinh tế (OECD).
Cô cũng là thành viên Nhóm công tác Phòng chống Nạn đói (chương trình thực phẩm nhân đạo "Ngũ cốc từ Ukraina") với mục tiêu giải quyết các rủi ro an ninh lương thực toàn cầu từ ngày 3 tháng 11 năm 2022.

## Ghi nhận
Theo điều tra của LIGA.net về Văn phòng Tổng thống Ukraina, Dariia Oleksandrivna Zarivna, cùng với Mykhailo Mykhailovych Podolyak là người chịu trách nhiệm định hướng thông tin của Văn phòng.